# Cooma
Cooma (6 587 habitants) est une ville de la Nouvelle-Galles du Sud, en Australie.
Cooma se trouve à 120 kilomètres au sud de Canberra, sur la Monaro Highway. Situé à 800 m d'altitude dans l'est des Snowy Mountains de la cordillère australienne, la ville est le siège du Snowy Mountains Scheme, et le "Port du Snowy Mountains" et des stations de ski de Nouvelle-Galles-du-Sud.

## Histoire
Cooma a commencé à se développer comme centre agricole pendant les années 1830. L'agriculture de moutons et de bétail demeure une industrie importante.
La population de la ville augmente lors de la construction des aménagements hydroélectriques des Snowy Mountains (Snowy Mountains Hydro-Electric Scheme). Le Snowy Scheme a été mené entre 1949 et 1974. Sa réalisation a nécessité 100 000 ouvriers de 30 pays. La nature multiculturelle de la main d'œuvre employée a contribué à la diversification de la population de Cooma et de la société australienne au XXe siècle. Le Snowy Scheme a compris la déviation de cours d'eau pour produire de l'électricité pour les villes du sud-est et pour permettre l'irrigation de l'intérieur sec du pays. Seize barrages importants ; sept centrales importantes (deux au fond) ; une station de pompage ; 145 km des tunnels par les montagnes ; et 80 km des aqueducs ont été construits. L'arrangement est actionné et maintenu par Snowy Hydro Limited.
La ville est populaire parmi les touristes, et est située près du Parc national du Kosciuszko et ses stations de ski comme Thredbo, Perisher, Charlotte Pass et Selwyn Snowfields.C'est aussi la ville de naissance de la snowboardeuse Tora Bright.